# Oria frumentalis
Oria frumentalis là một loài bướm đêm trong họ Noctuidae.